# 前334年
| 千纪： | 前1千纪 |
| 世纪： | 前5世纪 \| 前4世纪 \| 前3世纪 |
| 年代： | 前360年代 \| 前350年代 \| 前340年代 \| 前330年代 \| 前320年代 \| 前310年代 \| 前300年代                                                                                            |
| 年份： | 前339年 \| 前338年 \| 前337年 \| 前336年 \| 前335年 \| 前334年 \| 前333年 \| 前332年 \| 前331年 \| 前330年 \| 前329年                                                              |
| 纪年： | 周顯王三十五年 魯景公十年 齊威王二十三年 趙肅侯十六年 魏惠王後元年 韓昭侯二十九年 秦惠文君四年 楚威王六年 宋剔成君三十六年 衛嗣君元年 燕後文公二十八年 越王無彊九年 中山成公十六年 |

## 大事记
- 齊威王、魏惠王會於徐州以相王。
- 韓昭侯做高門。
- 馬其頓人亞歷山大三世的马其顿大軍開始遠征波斯，在格拉尼库斯河战役中擊敗波斯大流士三世，波斯小亚细亚地区成為馬其頓帝國的一部分，开启了波斯帝国走向灭亡的进程。